# Bran (Welshe mythologie)
Bran de Gezegende (Middel-Welsh: Bendigeiduran, andere naam: Doorstoken Dijen) is in het verhaal van Branwen dochter van Llyr in de Mabinogion, de zoon van Llŷr en Penarddun en de koning van Brittannië. Bran (raaf) is de broer van Branwen en Manawydan en halfbroer van Nisien en Efnisien. Bran speelt een rol in een oorlog tegen de zonen van Dôn en in een strijd tegen Ierland.
In de oorlog tegen Dons zonen strijdt Bran aan de zijde van Arawn. In de oorlog tegen Ierland laat Bran zijn zoon Caradawg (Caratacus) in Brittannië als leider achter, als hij tegen zijn zwager de Ierse koning Matholwch ten strijde trekt. Bran gaf Matholwch niet alleen zijn zuster Branwen ten geschenke, maar ook als bruidsschat de magische ketel die de doden tot leven kan wekken, die hij van de reus Llassar Llaes Gyngwyd had gekregen. Bran sterft in de strijd door een speer in zijn voet en zijn hoofd wordt in Londen begraven. Casswallawn volgde Bran op als koning.

## Slag der Bomen
In de Cad Goddeu (Slag der Bomen), vermeld in het boek van Taliesin, strijdt Arawn heer van Annwfyn samen met Bran tegen de zonen van Dôn. Als Gwydion de naam van Bran weet te raden is die niet langer onverslaanbaar en verliest Arawn de strijd.

## Magische ketel
Matholwch, de koning van Ierland, vraagt hem om de hand van zijn zuster Branwen. Brans halfbroer Efnisien is het niet eens met dit huwelijk en verminkt Matholwchs paarden. Bran compenseert Matholwch met een magische ketel. De ketel kan de doden weer tot leven wekken, maar ze verliezen wel hun spraakvermogen. De ketel was eerst door de reuzen Llasar Llaes Gyngwyd en zijn zwangere vrouw Kymidei Kymeinvoll, die tweemaal zo groot was als haar man, uit het Meer van de Ketel naar Matholwch koning van Ierland gebracht. Llasar Llas had geel-rood haar en droeg de ketel op zijn schouder. Ze bleven een jaar bij Matholwch, maar werden hem toen tot last. Er werd een ijzeren kamer gemaakt en de familie van Llasar Llaes Gyngwyd werd daar in dronken gevoerd, terwijl alle smeden van Ierland de houtskool in brand staken die rondom de kamer tot aan het dak was opgestapeld. Met balgen werd het vuur rondom aangeblazen tot de muren witheet waren. Toen brak Llassar Llaes Gyngwyd de kamer open met zijn schouder en hij wist met zijn vrouw en de ketel te ontsnappen naar Brans Brittannië. Bran kreeg de ketel overhandigd en zij vermeerderden zich en werden welvarend in Brans Eiland van de Machtige.

## Oorlog
Terug in Ierland behandelt Matholwch zijn koningin Branwen toch slecht als vergelding voor Efnisiens belediging.
Als Bran dit te weten komt trekt hij met een leger naar Ierland. Hij laat Brittannië achter in de handen van zeven leiders met Caradawg zoon van Bran aan het hoofd: Heveyd de Lange, Unig Sterke Schouder, Iddig zoon van Anarawd Krulhaar, Ffodor zoon van Ervyll, Welch Bot Lip, en Llassar zoon van Llassar Llaes Gyngwyd. 
Brans leger reist per schip, maar zelf waadt hij door de Ierse Zee. Hij is zo groot als een berg zodat hij nooit in een huis of schip heeft gepast. Hij draagt tijdens de overtocht snaarmusici op zijn schouder. Als Bran ziet dat de brug over de Liffey door de Ieren is vernietigd, offert hij zichzelf op als levende brug en zijn hele leger bereikt via hem de overkant. De Ieren geven de strijd gelijk op en schenken aan Gwern, de zoon van het Ierse koningspaar en Brans neef, de Ierse troon. Ze bouwen ook een huis voor Bran, waar de Britten kunnen wonen in de ene en de Ieren in de andere helft. Maar in het reusachtige gebouw legden de Ieren een val: aan elk van de tweehonderd zuilen van het paleis bevestigden ze een zak aan een pin met daarin een gewapende man. Toen Evnissyen als eerste Brit binnenkwam, onderzocht hij de zakken een voor een en drukte de belagers dood. De beide legers stromen daarna het paleis binnen en na de kroningsceremonie wordt de nieuwe koning Gwern door Evnissyen ontvangen. Evnissyen pakt Gwern bij zijn voeten en werpt hem in het vuur. Bran houdt zijn zuster Branwen tegen als ze zich in de vuurplaats lijkt te willen storten. Iedereen grijpt naar de wapens. Toen zei Doorstoken Dijen (Bran): "Honden van Gwern, pas op voor Doorstoken Dijen!" De Ieren staken het vuur aan onder de magische ketel om hun doden weer tot leven te wekken. Evnissyen kruipt tussen de Ierse doden en wordt ook in de ketel geworpen. Hij rekte zich toen uit, zodat de ketel in vier stukken brak en toen brak ook zijn hart. De Britten behalen de overwinning, maar Bran sneuvelt door een vergiftigde speer die zijn voet raakt. 

## Het sprekende hoofd
Zijn hoofd wordt in Brans opdracht afgehakt en al sprekend door de zeven Britse overlevenden van de slag, Pryderi, Manawydan zoon van Llyr, Glinyeu zoon van Taran, Talyessin, Ynawg, Gruddyeu zoon van Muryel en Heilyn zoon van Gwynn, meegenomen naar Londen, na een verblijf van zeven jaar in Harddlech en tachtig jaar in Gwales in Penvro. In Londen wordt Brans hoofd begraven in de witte heuvel op de plaats waar tegenwoordig de Tower staat. De raven op de Tower worden met dit verhaal in verband gebracht. 
Branwen stierf toen de zeven in Brittannië aan land kwamen bij Aber Alaw in Tal Ebolyon en zij werd begraven op de oever van de Alaw.

## Casswallawn
In Brittannië werd Casswallawn zoon van Beli de koning van het Eiland van de Machtige. Hij doodde, gehuld in een mantel die hem onzichtbaar maakte, zes van de leiders, die door Bran waren aangesteld en alleen zijn jonge neef Caradawg heer van Dyved wist naar het bos te ontsnappen.

## Anfortas
Bran wordt met zijn magische ketel en zijn naam Doorstoken Dijen een vroege en primitieve vorm genoemd van de verminkte Visserkoning Anfortas van Parzivals graallegende.